# Drabble
Drabble je literární útvar o určitém počtu slov.
1. Drabble = 100 slov
2. Double drabble = 200 slov
3. Tripple drabble = 300 slov

Bývá psáno na zadání, pro procvičení tvůrčího psaní. Většinou má rychlý spád, ale mělo by zaujmout dějem.